# ليوناردو دي كابريو
ليوناردو ويلهلم دي كابريو ((بالإنجليزية: Leonardo Wilhelm DiCaprio)؛ /diˈkæprioʊ/، /dɪ-/؛ النطق الإيطالي: [diˈkaːprjo]؛ مواليد 11 نوفمبر 1974) هو ممثلٌ، ومنتج أفلام، وناشطٌ بيئيٌ أمريكي. يُعرف بعمله في أفلام السيرة الذاتية وأفلام الفترة، ونال العديد من الجوائز، منها جائزة أوسكار، وجائزة بافتا، وثلاث جوائز غولدن غلوب. اعتبارًا من عام 2019، حققت أفلامه أكثر من 7.2 مليار دولار في جميع أنحاء العالم، ووُضع ثماني مرات في التصنيفات السنوية للممثلين الأعلى أجرًا في العالم.
ولد دي كابريو في لوس أنجلوس، وبدأ مسيرته في أواخر الثمانينات بالظهور في الإعلانات التجارية التلفزيونية. في بداية عقد 1990، حصل على أدوارٍ متكررة في العديد من العروض التلفزيونية، مثل مسلسل السيت كوم أبوة، وحصل على أوّل دورٍ سينمائي رئيسي له بدور المؤلف توبياس وولف في فيلم حياة هذا الفتى (1993). حصل علي إشادة نقدية وأول ترشيح له لجائزتي الأوسكار والغولدن غلوب لأدائه كصبي مُعوق تنمويًا في فيلم ما الذي يضايق غيلبرت غريب (1993). حاز دي كابريو على نجومية عالمية في فيلمي الرومانسية روميو + جولييت (1996) وتيتانيك (1997). بعد أن أصبح الأخير الفيلم الأعلي حصولاً على إيرادات في ذلك الوقت، قام بتخفيض أحجام أعماله لبضع سنوات. في محاولة منه للتخلص من صورة البطل الرومانسي، تبني دي كبريو أدوارًا مختلفة، منها فيلمي دراما الجريمة أمسكني لو استطعت (2002) وعصابات نيويورك (2002). كان الأخير الأول ضمن تعاوناته الناجحة العديدة مع المخرج مارتن سكورسيزي.
استمر دي كابريو في كسب الإشادات لأدواره في فيلم السيرة الذاتية الطيار (2004)، وفيلم الإثارة السياسية الألماس الدموي (2006)، وفيلم دراما الجريمة المغادرون (2006)، وفيلم الدراما الرومانسية الطريق الثوري (2008). ثم قدم وثائقيات عن البيئة ولعب بطولة العديد من الأفلام الناجحة لمخرجين بارزين، منها فيلم الإثارة والأكشن بداية (2010)، وفيلم الويسترن جانغو الحر (2012)، وفيلم السيرة الذاتية ذئب وول ستريت (2013)، وفيلم دراما البقاء علي قيد الحياة العائد (2015)،—الذي فاز عنه بجائزة الأوسكار لأفضل ممثل—وفيلمي الدراما الكوميدية حدث ذات مرة في هوليوود (2019) ولا تنظروا إلى السماء (2021).
دي كابريو هو مؤسس شركة الإنتاج أبيان واي برودكشنز—شركة إنتاج أنتجت بعض من أفلامه وكذلك المسلسل الوثائقي غرينسبورغ (2008–2010)—ومؤسسة ليوناردو دي كابريو، منظمة غير هادفة للربح كُرست لتعزيز الوعي البيئي. كرسول سلام لدي الأمم المتحدة، يدعم دي كابريو بانتظام القضايا الخيرية. في 2005، حصل علي رتبة قائد من وسام الفنون والآداب الفرنسي لمساهماته للفنون، وفي 2016، ظهر في قائمة مجلة التايم لأكثر 100 شخص مؤثر في العالم. صُوت دي كابريو كواحد من أعظم 50 ممثل في جميع الأوقات في استطلاع القراء لعام 2022 بواسطة مجلة إمباير.

## نشأته
وُلد دي كابريو في مدينة لوس أنجلوس بكاليفورنيا، وهو الابن الوحيد لوالديه. والدته إيرملين هي سكرتيرةٌ قانونيّة سابقة، مولودةٌ في ألمانيا، انتقلت هي وعائلتها من بلدة Oer-Erkenschwick في حوض الرور، بألمانيا إلى الولايات المتحدة أثناء خمسينيات القرن الماضي. كان والده جورج دي كابريو يعمل رسامًا ومنتجًا وموزعًا للكتب الهزليّة، وهو من أصولٍ نصف إيطاليّة (من منطقة نابولي) ونصف ألمانيّة (من بافاريا). جدّه لأمّه، فيلهلم إندينبركن، كان ألمانيًّا، وجدّته لأمّه هيلين إندينبركن (1915-2008)، كانت مواطنةً ألمانية ولدت في روسيا وسميت يلينا سمرنوفا.
التقى والدا ليوناردو عندما كانا في الكليّة، وانتقلا بعدها إلى لوس أنجلوس. قرر الوالدان إطلاق اسم ليوناردو على الصبي لأنه ركل ركلته الأولى لأمّه أثناء حملها به وهي تُشاهد لوحةً لليوناردو دا فينشي في أحد المتاحف في إيطاليا. انفصل والداه حينما كان عمره عامًا واحدًا، وعاش أغلب فترة طفولته مع والدته. عاش الاثنان في عدّة أحياءٍ في لوس أنجلوس، منها حي إيكو بارك، وجادة هيلهرست 1874، وحي لوس فيلز، وكانت والدة دي كابريو تعمل في عدّة وظائف من أجل توفير احتياجاتهم. ارتاد دي كابريو مدرسة سيدس الابتدائية وتخرّج من مدرسة جون مارشال الثانوية القريبة منها. قضى دي كابريو جزءًا من حياته في ألمانيا مع جدّيه لأمّه، ويلهلم وهيلين، وهو يتحدّث الألمانيّة بطلاقةٍ.

## السيرة المهنية

### البداية المهنيّة
بدأت مسيرة دي كابريو المهنيّة بظهوره في عدة إعلاناتٍ وأفلامٍ تعليميّةٍ، وبعد أن تم طرده من طاقم مسلسل عِرْبِيد الغرف لكونه فوضويًا، لحق ركب أخيه غير الشقيق الأكبر إلى عالم الإعلانات التلفزية، فبدأ بإعلانٍ للعبة ماتشبوكس وعمره 14 سنةً. في 1990، حصل دي كابريو على فرصةٍ للتمثيل في مسلسل أبوة، المبني على مسلسل بنفس الاسم، بعدها حصل على أدوارٍ صغيرةٍ في عدّة مسلسلاتٍ مثل روزان ومسلسل سانتا باربرا، ورُشِّح لدوره في كل من مسلسل أبوة وسانتا باربرا لجائزة الفنان الصغير لأفضل ممثل صغير.

### 1991–1995
الفيلم الأول الذي شارك فيه دي كابريو كان فيلم الخيال العلمي والرعب مخلوقات 3 حيث لعب دور ابن زوجة صاحب أرضٍ شريرٍ، وُصِف دي كابريو في ذلك الفيلم بأنه «طفلٌ متوسط الأداء ذو شعرٍ أشقر.» أُصدر الفيلم سنة 1991 على الدي في دي، بعدها بمدةٍ وجيزةٍ، لعب ليوناردو دوراً ثانويّاً بشخصيّة طفلٍ متشردٍ اسمه لوك براور في المسلسل الهزلي آلام النمو على قناة ABC. كان دخول دي كابريو الكبير إلى شاشة السينما في سنة 1992 عندما اختاره روبرت دي نيرو من بين 400 ممثلٍ شابٍ ليلعب الدور الرئيسي في فيلم حياة هذا الفتى.
لاحقًا في 1993، لعب دي كابريو دور الشقيق المتخلف عقليًا لشخصية جوني ديب في فيلم ما الذي يضايق جيلبرت جريب وهو ملحمةٌ مأساويّةٌ هزليّةٌ تحكي عن عائلةٍ فقيرةٍ تعيش في آيوا، اعترف مخرج الفيلم أنه كان ينوي في البداية اختيار ممثلٍ أقلّ وسامةً لكنه اختار دي كابريو لأنه كان «الممثل الأكثر نباهةً بين المختبرين»، وُضعت للفيلم ميزانية بلغت 11 مليون دولار، وحقق عند إصداره نجاحًا ماليًا ونقديًا، وحقق إيرادات قدرها 9.1 مليون دولار في شباك التذاكر، ورشح دي كابريو لعدة جوائز من بينها الأوسكار والغولدن غلوب وفاز بجائزة المجلس الوطني للمراجعة.
أول أعماله سنة 1995 كان فيلم السريع والميت وهو فيلمٌ من إخراج سام رايمي، كانت سوني بيكتشرز مترددةً في اختيار دي كابريو، ونتيجة لهذا دفعت الممثلة شارون ستون راتبه بنفسها، لم يلاق الفيلم نجاحًا كبيرًا وحقق بالكاد 18.5 مليون دولار أمريكي، وقُوبِل بمراجعاتٍ متباينةٍ. بعدها مثّل دي كابريو في فيلم كسوف كلي وهو عملٌ خياليٌّ عن العلاقة الجنسية بين آرثر رامبو وبول فرلان، حيث حلَّ مكان الممثل ريفر فينكس الذي تُوفي في مرحلة ما قبل الإنتاج، حقق الفيلم إيراداتٍ بلغت 0.34 مليون دولار أثناء عرضه في المسارح المحليّة. آخر أفلام دي كابريو في سنة 1995 كان فيلم مذكرات كرة السلّة، وهو فيلم سيرةٍ ذاتيّةٍ للمؤلف الأمريكي جيم كارول.

### 1996–2001
في عام 1996، ظهر دي كابريو إلى جانب الممثلة كلير دينس في فيلم روميو + جولييت للمخرج باز لورمان، الفيلم كان مواكبةً عصريّة مختصرةً للمسرحية الرومانسية التراجيدية للكاتب المسرحي وليام شكسبير التي تحمل نفس الاسم، وقد احتفظ بنفس الحوار الشكسبيري الأصلي. حقق المشروع إيراداتٍ بلغت 147 مليون دولار في شباك التذاكر العالمي.
لاحقاً في نفس العام، لعب دي كابريو دور البطولة في فيلم الدراما العائلية غرفة مارفن للمخرج جيري زاكس، ليظهر مرةً أخرى إلى جانب الممثل روبرت دي نيرو. الفيلم مبنيٌّ على سيناريو كتبه سكوت مكافيرسون مُقتبساً إيّاه من مسرحيّته التي تحمل نفس الاسم عام 1991، وتدور أحداثه حول شقيقتين يلتم شملهما أثناء مأساةٍ بعد قطيعةٍ بينهما دام 17 سنةً، وقامت كلٌّ من ميريل ستريب وديان كيتون بأداء الشخصيتين. جسّد دي كابريو شخصية هانك، ابن ستريب المضطرب الذي يُعهد به إلى مستشفىً للأمراض العقلية بعد إشعاله النار في منزل والدته.

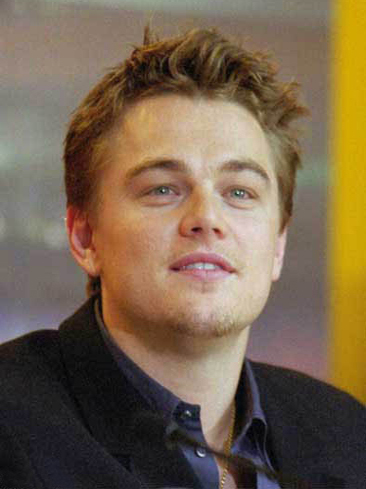
دي كابريو في مؤتمرٍ صحفيٍّ لفيلم الشاطئ في فبراير، 2000.

في 1997، شارك دي كابريو في فيلم تايتانيك للمخرج جيمس كاميرون، حيث جسّد شخصية جاك داوسون، الفتى المفلسٌ ذا العشرون عاماً من ولاية ويسكونسن الذي فاز بتذكرتين للدرجة الثالثة في السفينة المنكوبة آر إم إس تيتانيك. رفض دي كابريو في البداية تجسيد الشخصية، لكنّه أخيراً تشجّع لتقديم الدور بعد إصرار كاميرون، الذي آمن بشدّةٍ بقدرات دي كابريو في التمثيل. على عكس المُتوقع، ارتفعت إيرادات الفيلم ليُصبح أعلى الأفلام تحقيقًا للإيرادات في ذلك الوقت (كسر فيلم أفاتار للمخرج جيمس كاميرن هذا الرقم في 2010) إذ حقق 1.843 مليار دولار في عائدات شباك التذاكر حول العالم، وتحوّل دي كابريو بعدها إلى نجم أفلامٍ تجاريٍّ، ونتج عنه ظاهرة تقديسٍ لدي كابريو بين الفتيات المراهقات والشابات في ما أصبح يُعرف عامةً باسم «هوس-ليو» (Leo-Mania)، وتواصل أكثر من 200 معجبٍ مع أكاديمية فنون وعلوم الصور المتحركة احتجاجاً على عدم ترشّحه في حفل توزيع جوائز الأوسكار السبعون. على الرغم من ذلك، فقد تم ترشيحه لجوائز أخرى رفيعة المستوى، منها ترشيحٌ ثانٍ لجائزة غولدن غلوب لأفضل ممثلٍ في فيلمٍ دراميٍّ. في أعقاب النجاح الكبير لفيلم تايتانيك صرّح دي كابريو في سنة 2000 قائلاً: «لم يكن معي أيّ وسيلة اتصالٍ طوال مدّة ظاهرة التايتانيك تلك حينما أصبح وجهي في كلّ مكانٍ حول العالم [...] أنا لن أصل إلى تلك الحالة من الشعبيّة مرةً أخرى، ولا أتوقع أن أصل إليها أيضاً. تلك الحالة هي أمرٌ لن أسعى للحصول عليه.»
في السنة اللاحقة، أدّى دي كابريو دوراً يسخر فيه من نفسه جوهريّاً في فيلم شهرة للمخرج وودي آلن الذي يقدّم سخريّةً لاذعةً للمشاهير. في تلك السنة، أدّى دوراً ثنائيّاً بشخصيّة الشرير لويس الرابع عشر ملك فرنسا وسرّه الذي يخفيه، وشخصيّة أخوه التوأم فيليب في فيلم الرجل ذو القناع الحديدي للمخرج والمنتج راندال والاس، والمبنيّ على فيلمٍ يحمل نفس الاسم سنة 1939. وعلى الرغم من تلقيه مراجعاتٍ سلبيّةً، إلاّ أنه نجح في شباك التذاكر وجمع 180 مليون دولارٍ أمريكيٍّ عالميّاً. وأيضاً بالرغم من أن أداء دي كابريو تلقى قبولاً واسعاُ، إلا أن ناقد مجلة انترتينمنت ويكلي أوين غليبرمنت كتب أن «دي كابريو المخنّث بشكلٍ مريع بالكاد بدا كبيراً بما يكفي لتأدية شخصيّة شخص لديه هرمونات، لكنه ممثلٌ سائلٌ وغريزيّ، بوجه ملاكٍ خبيث.» ونال دي كابريو جائزة التوتة الذهبية لأسوء ثنائي لتجسيده الشخصيّتين في السنة التالية.
مشروع دي كابرو التالي كان فيلم الدراما الشاطئ (2000)، وهو مبنيٌّ على روايةٍ تحمل نفس الاسم أصدرت سنة 1996 للروائي الإنجليزي أليكس غارلند، حيث أدّى شخصيّة سائحٍ أمريكيٍّ يبحث عن وسيلةٍ مثاليّةٍ للحياة على جزيرةٍ سريّةٍ في خليج تايلاند. بميزانيّةٍ بلغت 50 مليون دولارٍ أمريكيٍّ، تلقّى الفيلم نجاحاً تجاريّاً حاصداً 144 مليون دولارٍ عالميّاً، لكن كمشروع دي كابريو السابق، تلقّى الفيلم انتقاداتٍ سلبيّةً كثيرةً من قِبل النقاد. في العام التالي، نال دي كابريو ترشيحاً لجائزة التوتة الذهبية لأسوء ممثلٍ عن أداءه في الفيلم.
في 2001 وكمعروفٍ للمخرج الطموح آر دي روب، ظهر دي كابريو في فيلمٍ قصيرٍ مُرتجلٍ نوعاً ما اسمه إجاصة دون. لاحقاً حينما قرّر بوب توسيع الفيلم المُصوّر بالأبيض والأسود ليصبح فيلماً طويلاً، منع دي كابريو وتوبي ماغواير إصداره بناءً على طلبٍ من المحكمة، محتجين أنهما لم يكونا ينويان أبداً إصدار الفيلم في صالات السينما، إذ سيكون له قيمةٌ تجاريّةٌ والفضل يعود إلى نجوميتهم. عُرض الفيلم لأوّل مرةٍ في مهرجان برلين السينمائي الدولي سنة 2001، ونال استحساناً كبيراً من النقاد، وعلّقت عليه مايكل دي أنجيلو كاتب مجلّة تايم آوت بقوله أنه: «أفضل فيلمٍ [رأيته] في برلين».

### 2002–2007

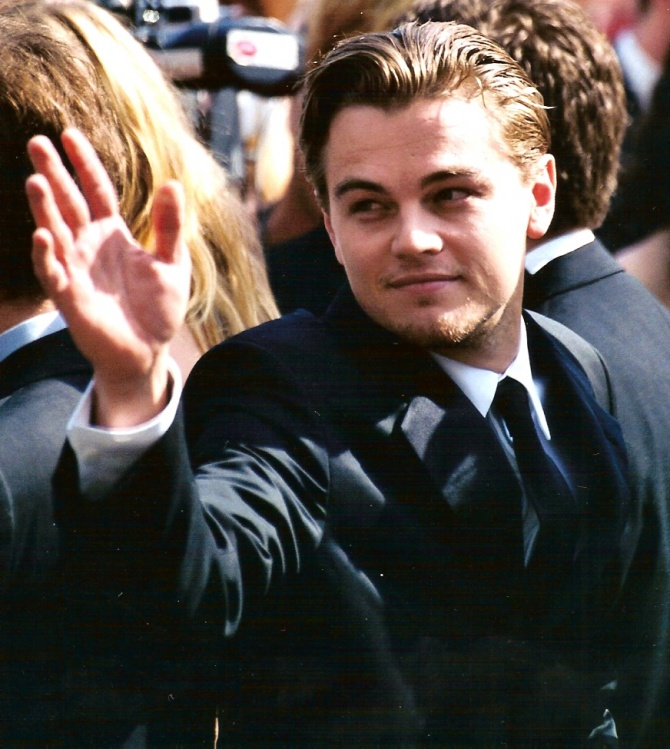
دي كابريو في العرض الأول لفيلم عصابات نيويورك في مهرجان كان السينمائي عام 2002.

أول فيلمٍ لليوناردو دي كابريو في 2002 كان فيلم دراما وجريمةٍ بعنوان أمسكني لو استطعت، وهو مقتبسٌ من كتاب السيرة الذاتيّة الذي يحمل نفس الاسم للمزوّر الأمريكي فرانك أباغنيل الذي قبل عيد ميلاده التاسع عشر، استخدم جاذبيّته وثقته، والعديد من الشخصيّات المختلفة، ليكسب الملايين في ستينيات القرن الماضي بكتابة شيكاتٍ بدون رصيدٍ. الفيلم كان من إخراج ستيفن سبيلبرغ. تم تصوير الفيلم في 147 موقعاً في 52 يوماً فقط، مما جعل «عمليّة صنع الفيلم أكثر جرأةً، وذات مسؤوليّةٍ كبيرةٍ» لم يسبق لدي كابريو أن جرّب مثلها. تلقى الفيلم مراجعاتٍ إيجابيّةٍ ونجح محليّاً وعالميّاً، ليصبح أعلى أفلام ديكابريو دخلاً بعد فيلم تايتانيك إذ حصد إيراداتٍ قدرها 352 مليون دولارٍ في جميع أنحاء العالم. أشاد الناقد روجر إيبرت بأدائه معلقا، «دي كابريو الذي أدّى في أفلامه الأخيرة شخصياتٍ مُظلمةً ومُضطربةً، هو هنا يؤدي دوراً مرحاً وساحراً، إذ يؤدي دور صبيٍّ اكتشف الأمر الذي يبرع فيه، وقام بفعله». في العام التالي، ترشح دي كابريو لجائزة غولدن غلوب للمرة الثالثة عن أدائه في الفيلم.
أيضاً في عام 2002، ظَهر دي كابريو في فيلم عصابات نيويورك للمخرج مارتن سكورسيزي، وهو فيلمٌ تاريخيٌّ تقع أحداثه في منتصف القرن التاسع عشر في حي فايف بوينتس في مدينة نيويورك. في البداية، ناضل سكورسيزي لبيع فكرة الفيلم إلى أن أصبح دي كابريو مهتماً بلعب دور بطل الفيلم أمستردام فالون، وهو قائدٌ شاب في حركةٍ إيرلنديّةٍ تُدعى «الأرانب الميتة»، مما دَفع شركة أفلام ميرماكس لتمويل الفيلم. مع ذلك عانى إنتاج الفيلم من مشاكل بسبب تضخّم ميزانيته ومشاحناتٍ بين المنتجين والمخرج، مما أدى لتمدد فترة التصوير لثمانية أشهرٍ، بكُلفةٍ تُقدر بـ103 مليون دولار أمريكي، ليصبح أعلى أفلام سكورسيزي ميزانيةً. على كلٍّ، وبعد إصداره، نجح الفيلم نجاحاً تجارياً ونقدياً. استقبل النقاد أداء دي كابريو بشكلٍ إيجابيٍ لكنه لم يَرقى للمديح الهائل الذي تلقاه دانيال دي لويس عن أداءه.

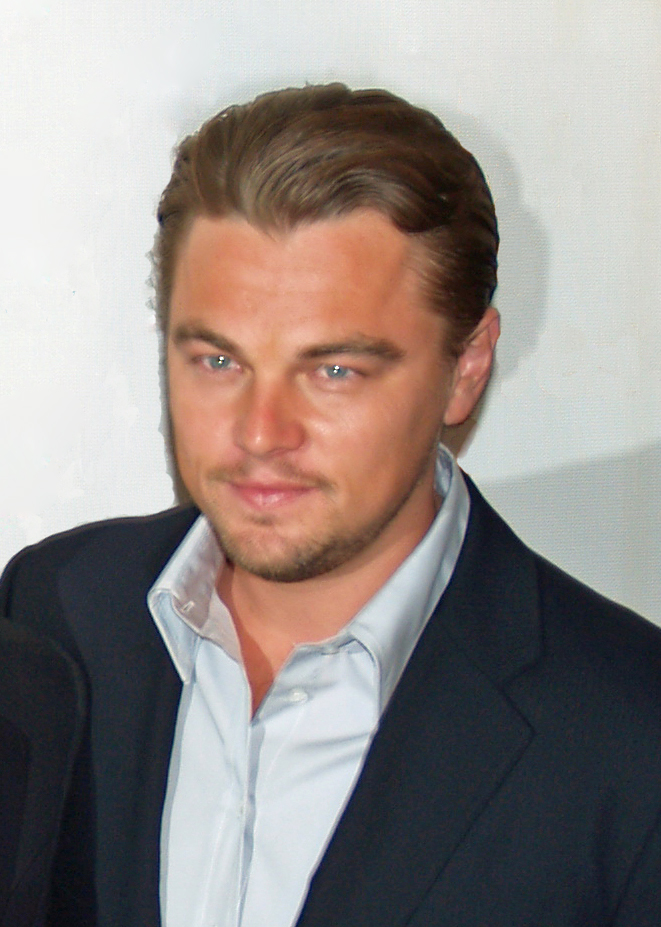
دي كابريو على السجادة الحمراء في مهرجان تريبيكا السينمائي 2007.

تعاون دي كابريو مرةً أخرى مع سكورسيزي، في فيلم السيرة الذاتية الطيار الذي يحكي قصة صانع الأفلام ورائد الطيران هوارد هيوز في فترة أواخر العشرينيات وحتى عام 1947، في البداية عمِل دي كابريو مع مايكل مان لتطوير الفيلم، إلاّ أن مايكل مان غير رأيه لاحقا لارتباطه بفيلمي سِير ذاتيةٍ متتاليين هما المطلع وعلي. في النهاية قَدم دي كابريو نص جون لوغان لسكورسيزي، الذي وَقع بسرعة على إخراجه. أمضى دي كابريو أكثر من عامٍ ونصف في التحضير للفيلم الذي لم يتم تصويره بشكلٍ متواصلٍ بسبب جداول عمل بعض الممثلين وأماكن التصوير. نجح الفيلم نجاحاً تجارياً ونقدياً، وحَصل دي كابريو عن أدائه في الفيلم على جائزة غولدن غلوب لأفضل ممثل في فيلم درامي، وترشح أيضاً لجائزة الأوسكار.
في 2006، شارك دي كابريو في كلٍ من فيلِم الألماس الدموي والمغادرون. في فيلم الألماس الدموي لعب دي كابريو دور مهرب ألماسٍ من روديسيا خلال فترة الحرب الأهلية في سيراليون. تلقى الفيلم مراجعاتٍ إيجابيةً، حيث أشاد النقاد بدقة لهجة دي كابريو الأفريكانية الجنوب إفريقيّة، والمعروفة بكونها لهجةٌ صعبة التقليد. أما في فيلم سكورسيزي المغادرون، فلعب دي كابريو دور بيلي كوستيغان، وهو شرطيٌّ يعمل متخفّياً مع إحدى العصابات الأيرلندية في بوسطن. عند إصدار الفيلم تلقى مراجعات إيجابية جداً وأصبح واحداً من أعلى الأفلام تصنيفاً في 2006. أشاد النقاد بأداء دي كابريو وحصل على جائزة ستالايت لأفضل ممثلٍ مساعدٍ. في العام نفسه رَشحت نقابة ممثلي الشاشة والغولدن غلوب دي كابريو مرتين في نفس الحفل -مرةً عن كل فيلم-، وبالإضافة إلى ذلك، حَصل دي كابريو على ترشيحه الثالث لجائزة الأوسكار عن فيلم الألماس الدموي.

### 2012-2008
في عام 2008 قام ليوناردو بأداء دور البطولة مع راسل كرو في فيلم كتلة الأكاذيب المبني على روايةٍ تحمل نفس الاسم للمؤلف ديفيد إجناتيوس، وتدور أحداثه حول عضوٍ في الاستخبارات المركزية الأمريكية، يذهب إلى الأردن لتعقب إرهابيٍّ مطلوبٍ. وقد قام بإخراجه ريدلي سكوت. نال الفيلم ردود فعلٍ متباينةٍ من النُقاد، وحصد إيراداتٍ بلغت 115 مليون دولار مُقابل ميزانيةٍ قدرها 67.5 مليون دولارٍ أمريكيٍ.
في ذات العام شارك دي كابريو دور البطولة مع كيت وينسليت في فيلم الطريق الثوري المبني على رواية تحمل نفس الاسم من تأليف ريتشارد ييتس؛ وهو ثاني فيلم يجمعهما معاً بعد فيلم التايتانيك. الفيلم من إخراج سام ميندز. وكانت وينسليت هي من اقترحت عمل فيلمٍ عن مبنيٍ على هذه الرواية. بعد قبول دي كابيريو أداء الدور بدأ الإنتاج على الفور. تدور أحداث الفيلم في خمسينيات القرن الماضي ويروي قصة زوجين عالقين في زواجٍ فاشلٍ. ترشّح الفيلم لـ3 جوائز أوسكار، وترشّح ليوناردو أيضاً للمرة السابعة لنيل جائزة غولدن غلوب.
شارك ليوناردو أيضاً في دور البطولة لفيلم الإثارة النفسي جزيرة شاتر المبنيّ أيضاً على روايةٍ تحمل نفس الاسم صدرت في 2003 من تأليف دينيس ليهان، ولعِبَ فيه دور مُحققٍ فيدراليٍّ يُسافر إلى مشفى أشكليف للمجرمين المختلين عقلياً الواقع في جزيرة شاتر للتحقيق في قضية هرب واختفاء المريضة رايتشل سولاندو في ظروفٍ غامضةٍ. وصلت إيرادات الفيلم إلى ما يربو 294 مليون دولار.
وفي نفس العام أيضاً مثّل دور البطولة في فيلمٍ من إخراج كريستوفر نولان يحمل اسم إنسبشن، الذي يتحدّث عن تجربة التحكم بالأحلام والأحلام الواضحة، حيث لعب دور دوم كوب المتخصّص في سرقة الأفكار وذلك بالدخول لأحلام الضحايا وسرقة أفكارهم والأسرار المهمّة في حياتهم. صدر الفيلم ونال استحسان النُقّاد وردود فعلٍ إيجابيّةٍ، ووصلت إيراداته لأكثر من 825 مليون دولار حول العالم. فاز الفيلم كذلك بـ4 جوائز أوسكار و125 جائزةً أخرى. في يوليو من نفس العام أعلن دي كابيريو انسحابه من فيلم فايكنغ الذي كان من المفترض أن يُخرجه ميل غيبسون، بسبب فضيحة الشرائط المسجلة والتحقيقات حول تُهم العنف المنزلي.
في 2011 لعب دور البطولة إلى جانب أرمي هامر ونعومي واتس في فيلم جيه إيدغار للكاتب داستن لانس بلاك والذي يروي السيرة الذاتية لـإدغار هوفر، يتناول الفيلم حياة الضابط إدغار هوفر الشخصية ومكتب التحقيق الفيدرالي الذي مكث فيه أكثر من 36 عاماً ومعاصرته لتسعة رؤساء أمريكيين وهو بمنصبه ومدى دهائه في استخدام سلطاته ونفوذه في جمع معلوماتٍ سريّةٍ كثيرةٍ استغلها في إذلال أغنى وأقوى الرجال في أمريكا. كانت مراجعات الفيلم متباينةً، وأعُجب النُقّاد بأداء ليوناردو إلا أنهم لم يستحسنوا الفيلم بشكلٍ عامٍ. وأشاد روجر إيبرت بأداء ليو وقال بأنّه «أتقن الشخصية بشكلٍ كاملٍ، بل ربما أنه أتقن شخصية هوفر أكثر من هوفر نفسه!».
في 2012 شارك في فيلم غربٍ أمريكي مع المخرج كوينتن تارانتينو في جانغو الحر. تلقّى الفيلم مراجعاتٍ إيجابيّةً من النُقّاد، وحصل دي كابريو على ترشيحه التاسع لجائزة الغولدن غلوب. وصلت إيرادات الفيلم إلى 424 مليون دولار حول العالم.

### 2013–إلى الآن

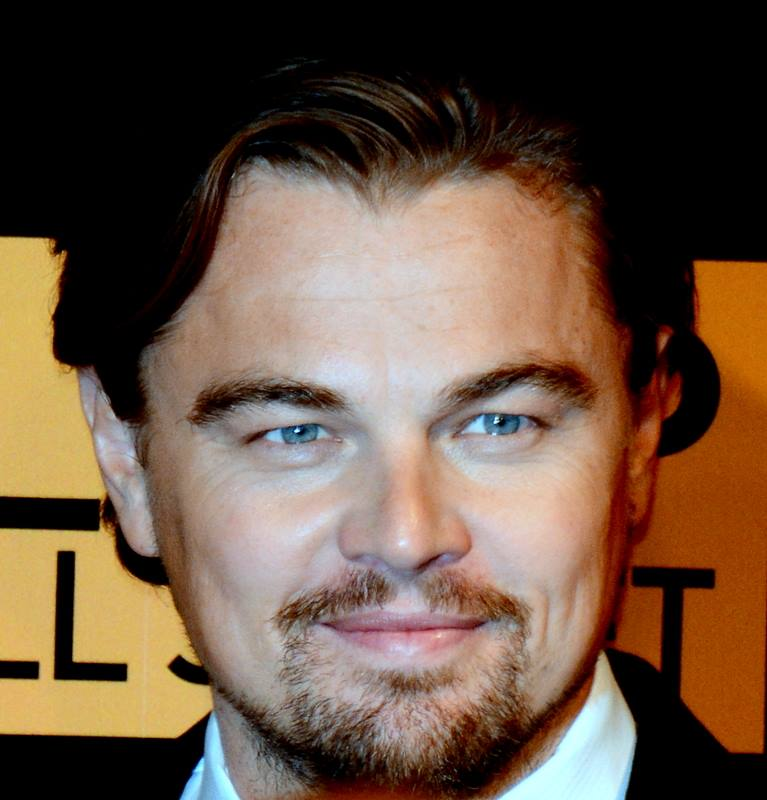
دي كابريو في باريس في العرض الأول لفيلم ذئب وول ستريت، ديسمبر 2013

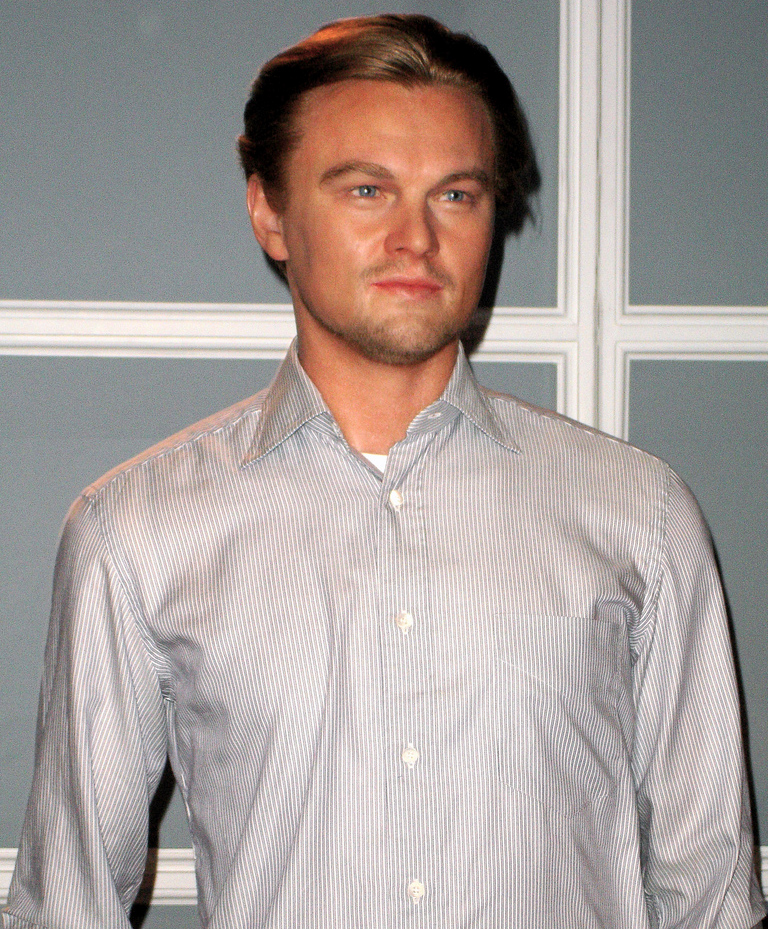
تمثال شمع لدي كابريو في متحف الشمع في لندن

كان دي كابريو بطل فيلم غاتسبي العظيم مع المخرج باز لورمان مرة أخرى (بعد فيلم روميو + جولييت عام 1996)، القصة من تأليف فرنسيس سكوت فيتزجيرالد عام 1925، بطولة دي كابريو كانت مع كاري موليجان وتوبي ماغواير. صدر الفيلم في 10 مايو 2013. تلقى الفيلم ردود فعل متباينة من النقاد. ومع ذلك، أشادوا بتجسيد دي كابريو لشخصية جاي غاتسبي. الناقد رافر جوزمان من نيوزداي مدح دي كابريو بالقول، "أما بالنسبة لليوناردو دي كابريو، فقد أصبح الآن أفضل مؤديٍ لغاتسبي. على الرغم من الظهور الكوميدي بعض الشيء -محاطً بالألعاب النارية وبمصاحبة مقطوعة غيرشوين "Rhapsody in Blue"- أتقن دي كابريو هذه الشخصية الغامض الجنونية، فهو قويٌ مثل آلان لاد في فيلم سنة 1949، وأنيقٌ مثل ريدفورد في فيلم سنة 1979، ولكنه أيضا رقيق، مُؤثر، مُضحك، مُحتال، وإنسان. يمكنك أن تسمع كل هذه الصفات في عِبارة غاتسبي المفضلة "صديقي العزيز" (Old Sport)، حركةٌ لفظية طَغت على كل الممثلين السابقين. كان الأداء هائلا." "وصف مات زولر سيتز أدائه كغاتسبي بأنه" أعظم وأبسط تأثير خاص في الفيلم"، مضيفا أيضا "هذا أداءٌ مبدع، ربما الأفضل في مسيرته الفنية." حقق الفيلم إيرادات يصل قدرها إلى 351,040,419 دولار في جميع أنحاء العالم وليصبح الفيلم أعلى فيلم جمعاً للإيرادات من إخراج باز لورمان.
عَمل دي كابريو للمرة الخامسة مع المخرج مارتن سكورسيزي في فيلم ذئب وول ستريت، قصة الفيلم مستوحاة من حياة جوردان بيلفورت، الذي اعتقل في أواخر التسعينيات لتزوير الأوراق المالية وغسيل الأموال. بدأ تصوير الفيلم في 8 أغسطس 2012، في نيويورك (مدينة)، وصَدر في 25 ديسمبر 2013. حَصل دي كابريو عن أدائه في الفيلم على جائزة غولدن غلوب لأفضل ممثل في فيلم موسيقي أو كوميدي وترشيحه الرابع لجائزة الأوسكار عن فئة التمثيل. في يناير 2013، قال دي كابريو انه سيأخذ استراحةً طويلة من العمل وسوف «يطير حول العالم لفعل الخير من أجل البيئة».
في أبريل 2014، بدء دي كابريو العمل على فيلم العائد بالتعاون مع المُخرج أليخاندرو غونزالس إناريتو والممثل توم هاردي. الفيلم مُقتبسٌ من روايةٍ للكاتب مايكل بانك، وتسرد أحداثاً حقيقيةً وقعت في مطلع القرن التاسع عشر حول صائد الحيوانات البرية هيو غلاس (دي كابريو) والذي ينضم لمجموعة من الصيادين في رحلة محفوفة بالمخاطر لأحد الأراضي الأمريكية غير المُكتشفة على ضفاف نهر ميزوري. وعرض قبل نهاية عام 2015، حَصل دي كابريو عن أدائه في الفيلم على جائزة غولدن غلوب لأفضل ممثل في فيلم دراما  وحصل بهذا الدور على أول جائزة له في الأوسكار.
في أغسطس 2015، أعلَن مارتن سكورسيزي أنّه يعمل على تحويل رواية الشيطان في وايت سيتي التي من تأليف إريك لارسون إلى فيلمٍ سيكون من بطولَة دي كابيريو، على أن يَكتُب السيناريو بيلي راي. كما أنّه في أكتوبر 2015، حازَت شركتُه Appian Way على حقوق الفيلم للكتاب الذي يحكي عن فضيحة انبعاثات فولكس فاجن. وفي أكتوبر 2016، أعلَن دي كابريو أنه سيُصوّر حياة سام فيليبس مؤسس Sun Studio في ممفيس. الفيلم سيُبنى على كتاب بيتر غيولارنك Sam Phillips: The Man Who Invented Rock ‘N’ Roll.
في 2017، أعلّنت باراماونت أنّها كسبت حقوق تحويل الفيلم الإيطالي La mano nera لنُسخةٍ إنجليزيّة. الفيلم المُرر إصداره في 2018 سيكون من بطولة ديكابريو بشخصيّة جو بيتروسينو، حيث سَيُبى الفيلم بشكلٍ جُزئي على أحداث رواية اغتيال بيتروسينو تأليف ستيفان تالتي.
في عام 2019 من المقرر أن يصدر فيلم لدي كابريو تحت عنوان حدث ذات مرة في هوليوود، من كتابة وإخراج كوينتن تارانتينو، ويُشاركه البطولة فيه عدّة نجوم، من بينهم براد بيت ومارجوت روبي.

## الحياة الشخصية
دي كابريو صديقٌ مقربٌ من الممثل توبي ماغواير، الذي التقى به خلال تجربة الأداء لمسلسل أبوّة سنة 1990، وهو صديق قديم لكل من الممثلين كيفين كونولي ولوكاس هاس، وزميلته الممثلة كيت وينسليت التي شاركته بطولة فيلمِ تيتانيك والطريق الثوري.
غُطيت علاقات دي كابريو العاطفية على نطاق واسع في وسائل الإعلام. واعد دي كابريو عارضة الأزياء كريستين زانغ على فترات متقطعة لعدة سنوات، وعارضة الأزياء البريطانية إيما ميلر. وفي 2000، التقى عارضة الأزياء البرازيلية جيزيل بوندشين والتي واعدها على نحوٍ متقطع أيضا حتى انفصالهما في 2005. بدأ دي كابريو علاقة مع عارضة الأزياء بار رفائيلي في نوفمبر 2005 بعد أن التقى بها في حفلةٍ في لاس فيغاس لأعضاء فرقة U2. وفي سياق رحلتهم إلى إسرائيل في مارس 2007، التقيا مع الرئيس الإسرائيلي شمعون بيريز وزارَ مسقط رأس رفائيلي هود هشارون. وفي مايو 2011، أُفيد بأن علاقتهما انتهت. في أغسطس 2011، أفادت الأنباء أنه كان في علاقةٍ مع الممثلة بليك ليفلي منذ منتصف مايو، وانتهت علاقتهما في إكتوبر 2011. واعد دي كابريو لاحقاً عارضة الأزياء إيرين هيثرتون من ديسمبر 2011 إلى أكتوبر 2012. منذ مايو 2013، يواعد دي كابريو عارضة الأزياء الألمانية توني غارن.
في 2005، أُصيب دي كابريو إصابةً شديدة في وجهه عندما قامت عارضة الأزياء أريثا ويلسون بضربه بزجاجةٍ مكسورةٍ على رأسه خلال حفلة في هوليوود. بعد اعترافها بأنها مذنبة في 2010، تم الحكم عليها بالسجن لمدة سنتين.
يمتلك دي كابريو منزلًا في لوس أنجلوس وشقة في باتري بارك سيتي في مانهاتن السفلى. في 2009، اشترى جزيرة قبالة الساحل الرئيسي لبليز حيث يخطط لإنشاء منتجعٍ صديقٍ للبيئة عليها. في 2014، اشترى دي كابريو منزل دينه شور السابق في بالم سبرينغس، كاليفورنيا.
تربى ليوناردو ككاثوليكي، ولكن ذكر أنه أصبح لاأدريا.

## النشاط البيئي والعمل الخيري

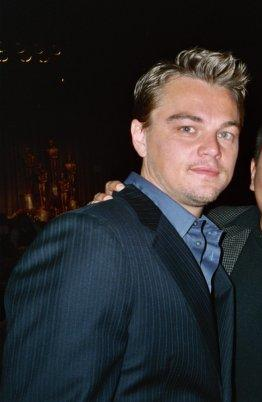
دي كابريو في حدث خيري، مارس 2009

كناشطٍ بيئيٍّ ملتزمٍ، تلقى دي كابريو إشادةً كبيرةً من مختلف الجمعيات المناصرة للبيئة لنشاطاته العديدة. يمتلك سيارة Tesla Roadster كهربائية، وFisker Karma كهربائية أيضاً، وسيارة تويوتا بريوس. وَضع أيضاً ألواح طاقةٍ شمسيّةٍ على سطح منزله كوسيلة لتوليد الكهرباء بالاعتماد على الطاقة الحيوية. في مقابلة مع مجلة Ukula حول فيلم 11th Hour وصف دي كابريو الاحترار العالمي بـ «التحدي البيئي رقم واحد».
في حفل توزيع جوائز الأوسكار التاسع والسبعون قام دي كابريو ونائب الرئيس السابق آل جور من اجل إعلان تبنّي الأكاديمية للممارسات الصديقة للبيئة خلال عملية التخطيط والتجهيز للحدث، مؤكدين التزامهم بحماية البيئة. في 7 يوليو، 2007 شارك دي كابريو في تقديم جولة Live Earth الموسيقيّة العالمية التي أُقيمت في إحدى المقاطعات بالقرب من مدينة نيويورك، وهو حدث يهدف زيادة الوعي البيئي من خلال النشاطات الترفيهة. في 2010 تَرشح دي كابريو لجائزة VH1 Do Something Award، وهي جائزة مُكرسة لتكريم الأشخاص الذي يقومون بدعم النشاطات والأعمال الخيرية، بدعم من Do Something، وهي منظمة مقرها مدينة نيويورك تهدف إلى تمكين وإلهام الشباب.
في 1998، تبرّع دي كابريو وأُمه بـ 35,000 دولار لصالح مركز الكمبيوتر في لوس فيلز، الذي تضرر خلال زلزال نورثريدج عام 1994، وتم افتتاحه مجدداً في 1999. خلال تصوير فيلم الألماس الدموي عَمل دي كابريو مع 24 يتيم من قرى الأطفال إس أو إس في مابوتو، موزمبيق، حيث قِيل بأنه تأثر جداً بتفاعله مع هؤلاء الأطفال. في 2010، تَبرع بمليون دولارٍ لجهود الإغاثة في هاييتي بعد زلزال 2010.
خلال الانتخابات الأميركية عام 2004، قام دي كابريو بدعم والتبرع لصالح حملة جون كيري الانتخابية. أظهرت سجلات لجنة الانتخابات الفدرالية أن دي كابريو تبرع بـ 2,300 دولار لصالح حملة باراك أوباما الانتخابية في انتخابات عام 2008، وهو الحد الأعلى المسموح بالتبرع به في تلك الانتخابات، ومبلغ 5,000 دولار لصالح حملة أوباما أيضاً في انتخابات عام 2012.
في نوفمبر 2010، تبرع دي كابريو بمليون دولارٍ لصالح جمعية المحافظة على الحياة البرية في مؤتمر قمة النمر في روسيا، ووصفه رئيس الوزراء الروسي فلاديمير بوتين بـ «الرجل الحقيقي» (muzhik) بسبب إصراره على الوصول للمؤتمر بالرغم من تأخير طائرته مرتين. في 2011، انضم دي كابريو لحملة صندوق الدفاع القانوني عن الحيوانات من أجل تحرير توني، وهو نمرٌ أمضى العقد الماضي وحيداً في محطة Tiger Truck Stop في غروس تيت، لويزيانا. دي كابريو ناشطٌ لحقوق المثليين أيضاً؛ في أبريل، 2013 تبرع بـ 61,000 دولار لصالح GLAAD، وهي منظمة معنيةٌ بترويج صورة جماعة إل جي بي تي في وسائل الإعلام.
في 16 سبتمبر، 2014 عُين دي كابريو كمبعوثٍ للسلام في الأمم المتحدة لمكافحة التغير المناخي. قال لأمين العام للأمم المتحدة بان كي مون أن الشهرة دي كابريو الواسعة عالميّاً هي الأمر المطلوب لمضاهاة التحدي العالمي المتمثل بالتغير المناخي. في 23 من نفس الشهر ألقى دي كابريو الكلمة الافتتاحية خلال قِمة المناخ في نيويورك.

## أعماله
لَعب دي كابريو العديد من الأدوار المتنوعة، كان أولها مشاركة بسيطة في الجزء الثالث من سلسلة «المخلوقات» بدور جوش عام 1991، ثم في عام 1993 شارك مع النجم المخضرم روبيرت دي نيرو في فيلم حياة هذا الفتى بدور توبي، ثم في العام نفسه شارك بدور آرني غريب في ما الذي يضايق جيلبرت جريب، وتوالت أدواره في السنوات المقبلة، حيث شارك في ثلاثة أفلام سنة 1995 هي السريع والميت مع النجم راسل كرو، وفيلم مذكرات كرة السلة بدور جيم كارول، بالإضافة لفيلم كسوف كلي بدور آرثر رامبو، وقام بدورين في عام 1996 أولهما روميو في روميو + جولييت، وهانك في غرفة مارفن، ثم جاك داوسن في تيتانيك سنة 1997، لويس الرابع عشر في الرجل ذو القناع الحديدي سنة 1998، براندون دارو في شهرة في نفس العام، ريتشارد في الشاطئ عام 2000، ديريك في إجاصة دون عام 2001، آمستردام فالون في عصابات نيويورك عام 2002، ودور فرانك أباغنيل في أمسكني لو استطعت في نفس العام، هاورد هيوز في الطيار سنة 2004، بيلي كوستيغان في المغادرون، وداني ارتشر في الألماس الدموي عام 2006، روجر فارس في كتلة أكاذيب وفرانك ويلر في الطريق الثوري سنة 2008، تيدي دانييل في جزيرة المصراع ودوم كوب في بداية سنة 2010، إدغار هوفر في جيه إدغار سنة 2011، كالفين كاندي في جانغو الحر عام 2012، جاي غاتسبي في غاتسبي العظيم وجوردان بيلفورت في ذئب وول ستريت سنة 2013، والصياد هيو غلاس في العائد سنة 2015. وفيلم كان يا ما كان في هوليوود عام 2019 بجانب النجم براد بيت
كمنتج، أنتج دي كابريو عدة أفلام مثل، اليتيمة في 2009، ٌعداء عداء في 2013، خارج الفرن في 2013 وذئب وول ستريت في 2013 أيضاً.

## الترشيحات والجوائز
على مدى أكثر من 20 سنةً على مسيرته الفنية، تلقى ليوناردو دي كابريو العديد من الجوائز والترشيحات أبرزها 6 ترشيحاتٍ لجوائز الأوسكار (خمسة منها لجائزة أفضل ممثل، وواحدة كأفضل فيلم عن ذئب وول ستريت الذي شارك في إنتاجه) فاز بآخرها في حفل توزيع جوائز الأوسكار الثامن والثمانون عن دوره في فيلم العائد، بعد 22 عامًا على ترشيحه الأول لهذه الجائزة، متغلبًا على براين كارستن ومات ديمون ومايكل فاسبندر وإيدي ري  كما فاز بجائزة واحدة من أصل 4 ترشيحاتٍ لجوائز البافتا عن دوره في فيلم العائد. وتلقى ليوناردو 11 ترشحا لـجوائز الغولدن غلوب وفاز بثلاثة منها، أوّلُها كانت جائزة أفضل ممثلٍ في فيلم دراما عن أداءه في فيلم الطيار، والثانية كانت جائزة أفضل ممثلٍ في فيلمٍ موسيقيٍّ أو كوميديٍّ عن أداءه في فيلم ذئب وول ستريت، والثالثة جائزة أفضل ممثل في فيلم درامي عن فيلم العائد، وفاز بعشرات الجوائز الأخرى، وتلقى كذلك عشرات الترشيحات.

## وصلات خارجية
- ليوناردو دي كابريو على موقع IMDb (الإنجليزية)
- ليوناردو دي كابريو على موقع ميتاكريتيك (الإنجليزية)
- ليوناردو دي كابريو على موقع الموسوعة البريطانية (الإنجليزية)
- ليوناردو دي كابريو على موقع روتن توميتوز (الإنجليزية)
- ليوناردو دي كابريو على موقع مونزينجر (الألمانية)
- ليوناردو دي كابريو على موقع قاعدة بيانات الأفلام العربية
- ليوناردو دي كابريو على موقع ألو سيني (الفرنسية)
- ليوناردو دي كابريو على موقع ميوزك برينز (الإنجليزية)
- ليوناردو دي كابريو على موقع أول موفي (الإنجليزية)
- ليوناردو دي كابريو على موقع بوكس أوفيس موجو (الإنجليزية)